# Kenika
Kenika (* 1990 in Lünen; bürgerlich Dennis Losch) ist ein deutscher Musiker, Musikproduzent und Designer aus Dortmund. Sein Zwillingsbruder ist der deutsche Rapper DLG, mit dem er zusammen das Musiklabel AreDo gegründet hat und dessen Majordebutalbum 339 in Zusammenarbeit mit Oholliedidit produziert hat. Außerdem ist er Frontsänger der Post/Rock / Indie-Rock Band Vice Atlantic.

## Leben und Karriere
Kenika musiziert seit 2005 und hat sich das spielen von Instrumenten selbst beigebracht. Er produziert Hip-Hop und Trap, sowie Post/Rock und Indie/Rock.

## Diskographie

### Alben
- 2018: Kamel (Album) (Eigenverlag)
- 2019: Frechdachs (Album) (Eigenverlag)

### EPs
- 2018: Error (EP) (Eigenverlag)

### Singles
- 2017: Das kannst du so gut (Eigenverlag)
- 2017: Wenn du schaust (Eigenverlag)
- 2017: Schuld (Eigenverlag)
- 2017: Vorbei (Eigenverlag)
- 2018: Anders (Eigenverlag)
- 2018: RIP Gang (Eigenverlag)
- 2018: Sidekick (mit Cortex) (Eigenverlag)
- 2019: Sofi (Eigenverlag)
- 2019: Mach aus (Eigenverlag)
- 2019: Segel Mond (Eigenverlag)
- 2019: 18 & Nice (Eigenverlag)
- 2019: Du bist gut so (Eigenverlag)
- 2019: Smash Down (Eigenverlag)
- 2019: Keine Zeit (Eigenverlag)
- 2019: Dennis (Eigenverlag)
- 2020: Wenn es bricht (Eigenverlag)
- 2020: Wo bist du jetzt? (Eigenverlag)
- 2020: Bipolar (Eigenverlag)